# Benoit Teilleria
Benoit Teilleria (Versailles, 15 februari 1973) is een Baskische golfprofessional uit Frankrijk. 

## Professional
Teilleria begon in 1982 met golf en werd in 1993 professional, zijn handicap was toen scratch. Hij bezoekt jaarlijks de Tourschool voor een volle spelerskaart voor de Europese PGA Tour. Van 1994 tot en met 1999 speelde hij op de Challenge Tour, waarna hij naar de Europese Tour promoveerde. Daarna keerde hij terug naar de Challenge Tour en sindsdien komt hij afwisselend in een van de beide uit. Zijn beste resultaat op de Europese Tour was een vijfde plaats bij het Italiaans Open in 2006; in dat jaar behaalde Francesco Molinari zijn eerste touroverwinning.
In september 2010 won Teilleria zijn eerste toernooi als professional, de eerste editie van de Jean van de Velde Trophy, die op de Golf d'Arras gespeeld werd. Dit was een tweedaagse Pro-Am. De eerste dag waren alle amateurs professional voetbalspelers, de tweede dag waren de amateurs clubleden en sponsorgasten. Daarna volgde een dag waarop alleen de dertig golfprofessionals speelden. De laatste partij bestond uit Jean François Remesy en Benoit Teilleria, de twee beste pro's uit de Pro-Ams, en gastheer Jean van de Velde, die twintig jaar lang de topspeler in Frankrijk was.
Teilleria woont in Ciboure.

### Gewonnen
- 2010: 1ste Jean Van de Velde Trophy met een score van 203